# Somnambules
Albums de Raphael
Super-Welter
(2012) Solitude des latitudes
(2015)
Singles
1. Somnambule
Sortie : 28 janvier 2015
2. Sur mon dos
Sortie : 10 juin 2015
3. Eyes on the island
Sortie : octobre 2015

Somnambules est le septième album studio de Raphael. Il est paru en France le 20 avril 2015. L'album parle essentiellement de l'enfance et a d'ailleurs été enregistré avec des enfants de CM2 de l'école Houdon, dans le 18e arrondissement de Paris.    
Le premier extrait est Somnambule.

## Liste des titres[2]
| No  | Titre                       | Paroles                        | Musique                        | Durée |
| --- | --------------------------- | ------------------------------ | ------------------------------ | ----- |
| 1.  | Somnambule                  | Raphael Haroche                | David Ivar - Raphael Haroche   |       |
| 2.  | Arsenal                     | Raphael Haroche - David Ivar   | Raphael Haroche - David Ivar   |       |
| 3.  | Sur mon dos                 | Raphael Haroche - David Ivar   | Raphael Haroche - David Ivar   |       |
| 4.  | Maladie de cœur             | Jules Laforgue                 | Raphael Haroche                |       |
| 5.  | Ça sent l'essence           | Raphael Haroche                | Raphael Haroche                |       |
| 6.  | Samedi soir                 | Raphael Haroche - David Ivar   | Raphael Haroche - David Ivar   |       |
| 7.  | Par ici les ailes d'oiseaux | Roman Haroche                  | Raphael Haroche                |       |
| 8.  | Chant d'honneur             | Samuel Benchetrit              | Raphael Haroche                |       |
| 9.  | Primaire                    | Dick Annegarn                  | Raphael Haroche                |       |
| 10. | Tous mes petits enfants     | Raphael Haroche                | Raphael Haroche                |       |
| 11. | Si jamais je nais demain    | Raphael Haroche                | Raphael Haroche                |       |
| 12. | Ramène moi en arrière       | Raphael Haroche - David Ivar   | Raphael Haroche                |       |
| 13. | Eyes on the island          | Gaëtan Roussel - Olivier Epsom | Gaëtan Roussel - Olivier Epsom |       |

## Ventes
Fin 2015, l'album s'était vendu à 27 645 exemplaires, en France, dont 24 802 en format physique et 2 843 en format numérique, le plaçant en 159e position dans les ventes de l'année. 

## Classements
| Pays                   | Meilleure position | Entrée        | Sortie            |
| ---------------------- | ------------------ | ------------- | ----------------- |
| France                 | 3                  | 2 mai 2015    | 19 septembre 2015 |
| Belgique (Francophone) | 4                  | 25 avril 2015 | 21 novembre 2015  |
| Belgique (Flandre)     | 150                | 2 mai 2015    | 9 mai 2015        |
| Suisse                 | 19                 | 26 avril 2015 | 7 juin 2015       |